# Axel Blomqvist
Axel Vilhelm Blomqvist (* 14. Dezember 1894 in Brännkyrka; † 11. Dezember 1965 in Hägersten) war ein schwedischer Eisschnellläufer.
Blomqvist, der für den IF Linnéa startete, wurde bei der schwedischen Meisterschaft 1916, 1921 und 1922 jeweils Vierter und im Jahr 1918 Dritter. Bei den Olympischen Winterspielen 1924 in Chamonix lief er auf den 15. Platz über 5000 m, auf den 13. Rang über 1500 m und auf den sechsten Platz über 500 m. Im Jahr 1927 siegte er bei den Vereinsmeisterschaften von IF Linnéa über 500 m, 1000 m und 1500 m.

## Persönliche Bestleistungen
| Disziplin | Zeit        | Datum            | Ort       |
| --------- | ----------- | ---------------- | --------- |
| 500 m     | 44,9 s      | 20. Februar 1923 | Stockholm |
| 1000 m    | 1:36,9 min  | 16. Februar 1921 | Stockholm |
| 1500 m    | 2:30,7 min  | 17. Februar 1917 | Oslo      |
| 5000 m    | 9:10,1 min  | 11. Februar 1917 | Stockholm |
| 10000 m   | 18:34,0 min | 17. Februar 1917 | Oslo      |